# 더 커뮤나즈
더 커뮤나즈(The Communards)는 잉글랜드의 밴드이다.